# Tornada e Salir do Porto
Tornada e Salir do Porto (llamada oficialmente União das Freguesias de Tornada e Salir do Porto) es una freguesia portuguesa del municipio de Caldas da Rainha.

## Historia
Fue creada el 28 de enero de 2013 en aplicación de una resolución de la Asamblea de la República de Portugal promulgada el 16 de enero de 2013 con la unión de las freguesias de Salir do Porto y Tornada, pasando su sede a estar situada en la antigua freguesia de Tornada.

## Demografía
| Gráfica de evolución demográfica de Tornada e Salir do Porto entre 2011 y 2021 |
|                                                                                |
| Datos según el nomenclátor publicado por el INE portugués.                     |